# Éclat de gloire
Pour plus de détails, voir Fiche technique et Distribution.
Éclat de gloire (Με τη Λάμψη στα Μάτια, Me ti lampsi ta matia) est un film grec réalisé par Panos Glykofrydis (el) et sorti en 1966.

## Synopsis
Pendant la Seconde Guerre mondiale, l'armée allemande prend trente habitants d'un village comme otages et s'apprête à les fusiller en représailles de la mort d'un motocycliste allemand tué par la résistance. Les Allemands offre à un notable du village dont les trois fils ont été arrêtés de choisir lequel il souhaite libérer.

## Fiche technique
- Titre : Éclat de gloire
- Titre original : Με τη Λάμψη στα Μάτια (Me ti lampsi ta matia)
- Réalisation : Panos Glykofridis
- Scénario : Panos Glykofridis et Iákovos Kambanéllis
- Production : Yorgos Stergiou
- Directeur de la photographie : Syrakos Danalis
- Montage : Ilias Sgouropoulos
- Direction artistique : Yorgos Stergiou
- Musique : Christos Leontis (el)
- Pays d'origine : Grèce
- Genre : drame historique
- Format  : noir et blanc 35 mm
- Durée : 95 minutes
- Date de sortie : 1966

## Distribution
- Giórgos Foúndas
- Lavrentis Dianellos (en)
- Anestis Vlachos
- Yannis Fertis (el)
- Xenia Kalogeropoulou (el)
- Zoras Tsapelis
- Kaity Papanika

## Distinctions
- Festival du cinéma grec 1966 (Thessalonique) : meilleur acteur, meilleur scénario, meilleure musique et prix d'honneur pour l'interprétation